# Академический университет Петербургской академии наук
Академи́ческий университе́т — первое светское высшее учебное заведение в Российской империи, основан Петром I 28 января 1724 года при Петербургской Академии наук.
Ныне официально считается предшественником Санкт-Петербургского государственного университета.
Академический университет помещался в одном здании с Академической гимназией на Троицком подворье, с 1764 года — на Тучковой набережной в доме баронов Строгановых.

## История
Первый университет в России планировал открыть в начале 1680-х годов царь Фёдор III Алексеевич, но из-за его скоропостижной кончины в 1682 году эта идея угасла до 1687 года, когда по инициативе поэта Симеона Полоцкого была учреждена Славя́но-гре́ко-лати́нская акаде́мия (первое в России высшее учебное заведение).
Однако только в 1724 году был открыт Академический университет Петербургской академии наук. Но первым образцом классической для России университетской формы явился основанный в 1755 году Императорский Московский университет.

### Первые годы
Обучение велось с января 1726 года академиками по трём «классам»: математика, физика и «гуманиоры». Лекции читались на латинском и немецком языках. Занятия велись нерегулярно, прерывались в 1740 и в 1753 году (вторично). Первое время слушателей было немного: первоначально из Германии на 17 профессоров были выписаны восемь студентов; в 1726—1733 годах в университете обучались 38 человек. Позже в него стали переводить лучших учеников из Академической гимназии, Славяно-греко-латинской академии и других учебных заведений, главным образом духовных (первоначально ученики определялись в Академическую гимназию, так, в числе 12 учеников Славяно-греко-латинской академии в Петербург были привезены М. В. Ломоносов, Д. И. Виноградов, Н. И. Попов. Факультетов и кафедр не было, направление преподавания определялось специальностями читавших лекции академиков. Студенты занимались по программам, разработанным членами Академии наук, а наиболее одарённые — по индивидуальным планам. Многие из них участвовали в научных экспедициях и исследованиях.
В начале деятельности Университета в списке студентов значатся 38 человек. Это были представители разных стран и сословий (сыны именитого дворянства, сыновья лекарей, писарей, духовников). В числе первых универсантов можно назвать Василия Адодурова и Ивана Ильинского.
После принятия в 1747 году нового Устава Академии наук значение Академического университета возросло: студенты стали изучать древние и новые языки, словесность, математику, физику и химию, географию, историю.

### Деятельность М. В. Ломоносова
В 1747 году был принят новый Регламент Академии наук. В этом документе закреплялся статус Университета и Гимназии, узаконивались требования к профессорам и студентам, обосновывался принцип бесплатного обучения, действовавший со времени создания Академии. Работа и обучение стали более организованными. Полный курс обучения включал 12 предметов, которые преподавались в Университете: от «латынского языка через русский» до «прав натуральных и философии практической или нравственной».
В 1758—1765 годы ректором Академического университета был М. В. Ломоносов. Он не только занимается наукой, но и прилагает большие усилия для организации и упорядочения учебного процесса, видя необходимость привести его в соответствие европейским университетским традициям.
По его инициативе в Гимназии был создан «директорский класс» из самых способных и успевающих учеников, где преподавался «заключительный курс, близкий по методу и уровню изложения к университетскому». Тем самым гимназистов готовили к будущему студенчеству, и было положено начало сближению двух учебных заведений. Также важным нововведением было учреждение в Гимназии «российских классов», в которых были организованы циклы занятий по изучению русского языка и российской истории, создание для воспитанников общежития и введение знаков отличия. Стараниями Ломоносова Университет и Гимназия были переведены с Троицкого подворья в дом барона Строганова.
Со смертью Ломоносова университет фактически прекратил своё существование. Ю. Х. Копелевич удалось обнаружить упоминания о последних днях университета в письме И. Х. Тауберта Г. Ф. Миллеру от 1 февраля 1767 г.:

Так как сочли, что остаток русских студентов при Академии лучше упразднить (abzuschaffen) и вместе с ними также и Университет ликвидировать (eingehen zu lassen), то теперь думают, как поступить с профессорами. Федоровича сделать инспектором Гимназии, Бакмейстер увольняется…
В 1770-х годах Академический университет и Академическая гимназия были объединены в «Училище Академии». Лучшие из старших гимназистов производились в студенты и слушали лекции профессоров. Подготовка студентов в училище (гимназии) продолжалась до 1805 года.
Среди выпускников Академического университета — действительные члены Академии наук, профессора и адъюнкты: В. Е. Адодуров (1727—1732), Г. В. Рихман (1735—1740), С. П. Крашенинников (ректор в 1750—1755), С. Я. Румовский (1748—1753), А. А. Барсов (1748—1753), С. К. Котельников, А. А. Константинов (1750—1754), П. Б. Иноходцев (1760—1765), В. Ф. Зуев (1769—1774).